# Ноль (фильм, 2018)
«Ноль» (англ. Zero) — индийская романтическая комедия режиссёра Рая Ананда и сценариста Химаншу Шармы совместного производства Colour Yellow Productions и Red Chillies Entertainment с Гаури Хан и такими звездами, как Шахрух Хан, Аннушка Шарма и Катрина Каиф в главных ролях. Фильм рассказывает о Бауа Сингхе, низком человеке из Мератха, который после нескольких проблем с поиском любви, находит товарища в Афии Биндере, ученой NSAR (national space & aeronautical research)  с ДЦП. Однако, ведущая суперзвезда Бабита также сближается с ним, проверяя его первые отношения.
Произведенный на бюджете в 200 крор (28 млн долларов США), на данный момент «Ноль» — самый дорогой фильм Хана. Фильм был задуман Раем ещё в 2012 году, после того, как он был вдохновлён фильмами про супергероев, а подготовка к производству началась в 2016 году. Будучи изначально под названием «Катрина Мери Яан», «Ноль» прошёл через многочисленные изменения названия до утверждения окончательного наименования в начале 2018 года. Основные съёмки фильма начались в Мумбаи в мае 2017. Эта картина является последней, к которой появляется Шридеви, скончавшаяся вскоре после завершения фильма. Саундтрек фильма написан дуэтом композиторов Аджай-Атул, текст — Иршадом Камилом. Выход картины намечен на 21 декабря 2018 года.

## Сюжет
Бауа Сингх — человек с весьма низким ростом из Мератха, который сталкивается с трудностями, пытаясь влюбиться. Он находит себе спутницу в лице Афии Юсуфзаи Бхиндер, ученой NSAR (national space & aeronautical research) с ДЦП; однако, скандальная актриса и  суперзвезда Бабита Кумари также становится к нему ближе, проверяя его первые отношения. Между ними тремя формируется любовный треугольник, занося их в далёкие города и закидывает Бауа в приключение, чтобы он обнаружил свою истинную любовь и меру истинной ценности человека.